# La Vega (Atacama)
La Vega es una localidad de la Provincia del Huasco, en la Región de Atacama, en Chile. Se ubica en el Valle de El Carmen. De acuerdo con su población, es una entidad que tiene el rango de caserío.

## Historia
Esta localidad ubicada en el Valle del Carmen y próxima a la localidad de Alto del Carmen, se desarrolló en torno al antiguo camino que unía San Félix con Alto del Carmen.
Con la creación de la Parroquia de Huasco Alto en 1908, se estimula la creación de capillas en varias localidades.
En 1933, aparece en la localidad de La Vega un Oratorio y después aparece como Capilla dedicada a San Antonio. Esta fue Capilla se crea siendo párroco el padre Alonso García, con el apoyo de Francisco Bou y su señora Teresa Avilés que consiguieron una casa que pertenecía a Vicente Páez. La casa fue demolida y se construyó allí una Capilla, la que se cubrió parcialmente debido a un alud de la quebrada. Fue reparada en 1984 y nuevamente cubierta por un alud en el año 1997.
Aquí se celebra la Fiesta de San Antonio cada 13 de junio. Al parecer, esta fiesta fue trasladada desde El Pedregal después que esta última capilla fuera destruida por el terremoto e inundación de 1922. La fiesta se trasladó en 1984.

## Turismo
La localidad de La Vega posee un camino rural que lo conecta junto a la ribera del río El Carmen con la localidad de Retamo. Este camino conocido en el período colonial como Camino del Rey hoy es llamado la Ruta de los Españoles. Es un lugar adecuado para la práctica de trekking y cicloturismo, especialmente la observación de aves en un bajo muy próximo al poblado es posible encontrar una gran cantidad de aves.
La localidad de La Vega posee una capilla dedicada a San Antonio.

## Accesibilidad y transporte
La localidad de La Vega se encuentra ubicada a 4,2 km (kilómetros) de Alto del Carmen a través de la Ruta C-489 y 5,3 km de Retamo.
Existe transporte público diario a través de buses de rurales desde el terminar rural del Centro de Servicios de la Comuna de Alto del Carmen, ubicado en calle Marañón 1289, Vallenar.
Si se viaja en vehículo propio, no se debe olvidar cargar suficiente combustible en Vallenar antes de partir. No existen puntos de venta de combustible en la comuna de Alto del Carmen.
A pesar de la distancia, es necesario considerar un tiempo mayor de viaje, debido a que la velocidad de viaje está limitada por el diseño del camino. Se sugiere hacer una parada de descanso en el poblado de Alto del Carmen para hacer más grato su viaje.
El camino es transitable durante todo el año, sin embargo, es necesario tomar precauciones en caso de eventuales lluvias en invierno.

## Alojamiento y alimentación
En la comuna de Alto del Carmen existen pocos servicios de alojamiento formales, es posible encontrar en el poblado de Alto del Carmen, se recomienda hacer una reserva con anticipación.
En las proximidades a La Vega no hay servicios de campin, sin embargo se puede encontrar algunos puntos rurales con facilidades para los campistas en La Junta, Alto del Carmen y Retamo.
Los servicios de alimentación son escasos, existiendo en Alto del Carmen, Retamo algunos restaurantes.
En muchos poblados hay pequeños almacenes que pueden facilitar la adquisición de productos básicos durante su visita.

## Salud, conectividad y seguridad
La localidad de La Vega cuenta con servicios de agua potable rural, electricidad y alumbrado público.
En Alto del Carmen existe un Reten de Carabineros de Chile y un Centro de Salud Familiar dependiente del Municipio de Alto del Carmen.
En La Vega, no hay servicio de teléfonos públicos rurales, sin embargo existe señal para teléfonos celulares.
El Municipio de Alto del Carmen cuenta con una red de radio VHF en toda la comuna en caso de emergencias.
En el poblado no hay servicio de cajeros automáticos, por lo que se sugiere tomar precauciones antes del viaje. Sin embargo, en Alto del Carmen y Retamo existen algunos almacenes con servicio de Caja Vecina.